# Purwa Raja
Purwa Raja is een bestuurslaag in het regentschap Lahat van de provincie Zuid-Sumatra, Indonesië. Purwa Raja telt 1715 inwoners (volkstelling 2010).